# Legion Brytyjski
Legion Brytyjski – (hiszp. Legión británica, ang. British Legion) były zagranicznymi jednostkami ochotniczymi, które walczyły pod dowództwem Simona Bolivara przeciwko Hiszpanii o niepodległość Kolumbii, Wenezueli, Ekwadoru oraz wraz z José de San Martin o niepodległość Peru. Wenezuelczycy określali Legion Brytyjski przydomkiem „Legion Albionu”. Oddziały składały się z kilku tysięcy ochotników, głównie weteranów wojen napoleońskich z Wielkiej Brytanii oraz Irlandii. Jednakże w oddziałach znaleźli się również Niemcy oraz ludność rdzenna Ameryki Południowej. Ochotnicy w Legionie byli zmotywowani kombinacją przekonań politycznych, jak i korzyściami płynącymi z najemnictwa.
Największe sukcesy jednostki: bitwy Boyacá (1819), Carabobo (1821), Pichincha (1822) oraz Bitwa pod Ayacuhco (1824), które zapewniły niepodległość Kolumbii, Wenezueli, Ekwadoru oraz Peru.

## Formacja jednostki

### Motywacje żołnierzy
Pod koniec wojen napoleońskich Imperium Brytyjskie nie potrzebowało już dużej stałej armii. W kwietniu 1817 The Times obliczyło, że w 25-milionowej populacji brytyjskiej było aż 500 000 żołnierzy. Po 25 latach walczenia z Francuzami od początku rewolucji francuskiej po upadek Napoleona, ludzie ci nie mieli innego zawodu ani możliwości, co spowodowało duże ubóstwo wśród zdemobilizowanych żołnierzy. Wojny kolonii hiszpańskich o niepodległość dały wielu z nich szanse na kontynuowanie kariery wojskowej oraz ucieczkę od ubóstwa.
Mimo że Hiszpania oraz Wielka Brytania były sojusznikami w wojnie na Półwyspie Iberyjskim, wielu Brytyjczyków wciąż było zaniepokojonych zagrożeniem, jakie mogło stanowić odrodzone imperium hiszpańskie. Zaniepokojenie to było podsycane szczególnie przez Czarną legendę Hiszpanii.
Motywacje ochotników były różne, niektórzy byli zmotywowani liberalną propagandą zwolenników (Patriotów) Bolivara, która przedstawiała wojnę jako wojnę wyzwoleńczą oraz wojnę o prawa człowieka. Głownie z tego powodu rekrutery uzyskali ciche poparcie rządu brytyjskiego, pomimo tego że od kongresu wiedeńskiego w 1814 roku Brytania zaprzestała otwartego wspierania rebeliantów. Inni byli zachęceni obietnicą płacy jak w armii brytyjskiej oraz możliwością szybkiego awansu.

### Pierwsze jednostki
Od maja 1817 roku brytyjscy ochotnicy byli rekrutowani głównie w Londynie przez agenta Luisa Lopeza Menedeza, za prawdopodobną aprobatą księcia Wellington. Tysiące osób zaczęło zgłaszać się na ochotnika i wkrótce uformowano pierwsze pięć oddziałów: 
| Wczesna formacja                                               | Liczby                                   |
| -------------------------------------------------------------- | ---------------------------------------- |
| 1 Kompania Husarzy Wenezuelskich: pułkownik Gustavus Hippisley | 30 oficerów oraz 160 szeregowych         |
| 2 Kompania Husarzy Wenezuelskich: pułkownik Henry Wilson       | 20 oficerów oraz 100 szeregowych         |
| 1 Kompania Lansjerów Wenezuelskich: pułkownik Robert Skeene    | 20 oficerów oraz 200 szeregowych         |
| 1 Kompania Strzelców Wenezuelskich: pułkownik Donald Campbell  | 37 oficerów oraz 200 szeregowych         |
| Brygada Artylerii: pułkownik Joseph Gilmour                    | 10 oficerów oraz 80 szeregowych, 6 dział |

## Kampanie
Pierwsi żołnierze założyli swoją bazę na wyspie Margarita. Warunki na wyspie były tragiczne, co spowodowało śmierć wielu żołnierzy. Aby załatać braki, Brytyjczycy zwerbowali 100 mieszkańców wyspy do swoich oddziałów. Jednostki oraz ich dowódcy, podczas wojny, prezentują się następującą:
| Dowódcy jednostek              | Zaokrętowani żołnierze |
| ------------------------------ | ---------------------- |
| Pułkownik Hippisley            | 720                    |
| Pułkownik James Towers English | 1200                   |
| Pułkownik Elson                | 572                    |
| Generał John D’Evereux         | 1729                   |
| Generał Gregor MacGregor       | 600                    |
| Pułkownik Meceroni             | 300                    |
| Pułkownik James Rooke          | 200                    |
| Inni                           | 387                    |
| W sumie                        | 5508                   |

### Kolumbia i Wenezuela
Brytyjczycy brali udział w kampanii na równinie Wenezuelskiej w 1818 oraz brali udział w bitwach o El Sombrero, El Semén, Ortiz, Rincon de los Toros i Calabozo. Pierwsi rekruci musieli wywrzeć duże wrażenie na Bolivarze, gdyż miał on nalegać, aby więcej Brytyjczyków zaciągnęło się na ochotnika. Rok później w marcu 1819 roku, Bolivar zorganizował większość ochotników w brygadę liczącą 250 osób, którą nazwał Legionem Brytyjskim. Pierwszym dowódcą Legionu został James Rooke, w tym samym czasie George Elsom został wysłany do Londynu, aby zrekrutować więcej ochotników. Wśród zwerbowanych ochotników znalazło się 110 Hanowerczyków dowodzonych przez Johann von Uslara, weterana spod Waterloo.
Kompania Strzelców dotarła do Ameryki Południowej tego samego miesiąca, kiedy Bolivar reorganizował swoje jednostki. Strzelcy zostali wzmocnieni przez kolejnych 350 żołnierzy, którzy w niedługim czasie dotarli do Ameryki, gdzie również zostali podzieleni na dwa bataliony. Pierwszy został oddany pod dowództwo pułkownika Arthura Sandesa, a drugi pod dowództwo majora Johna Mackintosha, który niedługo później został adiutantem Bolivara oraz Antonio José de Sucre.
Po kilku miesiącach bez aktywności Legion Brytyjski dołączył do armii Bolivara na równinach Apure pod koniec 1818, lecz chrzest bojowy przeszedł dopiero w potyczce w lasach Gamarry 19 marca 1819. W niedługim czasie Brytyjczycy stali się ważną częścią armii Bolivara, szczególnie po ciężkiej przeprawie przez Andy, między majem oraz czerwcem, gdzie Brytyjczycy ponieśli spore straty.
W czerwcu 1819 Elsom przybył w okolice ujścia rzeki Orinoko z zaciągniętymi ochotnikami. Liczba ochotników, którzy przybyli to około 2200 osób w pełni uzbrojonych oraz wyposażonych, pod dowództwem kapitana Georga Gibsona. Tych ochotników nazwano drugim legionem brytyjskim, składał się on z 1. Pułku dowodzonego przez Pułkownika Jamesa English, 2. Pułku pod dowództwem Pułkownika Johna Blossetta, oraz Legionu Irlandzkiego dowodzonego przez Williama Aylmera.
Drugi Legion Brytyjski odegrał znaczącą rolę w bitwie na bagnach Vargas 25 lipca 1819. Podczas tej bitwy Bolivar znalazł się w trudnej sytuacji, gdzie lewa flanka armii Wenezuelskiej została oskrzydlona i wycofała się w nieładzie. Pułkownik Rooke poprowadził wtedy 2 pułk strzelców przeciwko pozycjom hiszpańskim na wzgórzach. Dzielna szarża żołnierzy brytyjskich odzyskała inicjatywę dla armii Wenezueli, jednak została ona przypłacona sporymi stratami w tym James Rooke, który zginął, oraz Sandesem, który został ranny dwukrotnie. Po bitwie wszyscy żołnierze kompanii zostali odznaczeni Orderem Oswobodziciela, jest to jedna z nielicznych okazji, podczas tej wojny, kiedy to odznaczenie zostało nadane całej jednostce.
Podczas bitwy nad rzeką Boyacá 7 sierpnia 1819, Sandes poprowadził szarże strzelców brytyjskich na batalion artylerii, która odmieniła losy bitwy.
Podczas zwycięskiej bitwy pod Carabobo, legion był dowodzony przez pułkownika Thomasa Ilderton Ferriera. Żołnierze brytyjscy brali udział w walce jako cześć 1 Dywizji armii Wenezueli pod dowództwem Generała José Antonio Páeza, która broniła strategicznego wzgórza, będąc przy tym mniej liczniejszą oraz posiadając mało zapasów. Ich bohaterska postawa po raz kolejny uratowała sytuację wojska Bolivara. Jednak była to kolejna bitwa, gdzie oddział poniósł poważne straty, 119 poległych w tym Ferriera. 20 dni po bitwie żołnierze Legionu oraz 1 Dywizji zostali odznaczeni osobiście przez Bolivara Orderem Oswobodziciela I klasy.

### Ekwador i Peru
Po zapewnieniu niepodległości Kolumbii oraz Wenezueli, armia Wenezueli oraz Legiony Brytyjskie pod dowództwem Bolivara udały się na południe, aby wyzwolić Peru oraz Ekwador. Po raz kolejny armia Bolivara była zmuszona maszerować przez wysokie góry, jednak przedtem zmierzyli się z wojskami hiszpańskimi w bitwie na równinie Bomboná 7 kwietnia 1822 roku. W następnym miesiącu Legiony wspomagały generała Antonio Jose de Sucre oraz jego armię w marszu na Quito. 24 maja 1822 roku doszło tam do bitwy u podnóża wulkanu Pichincha. Bitwa mogła przekształcić się w rzeź, gdyby nie uplasowanie Brytyjczyków oraz Irlandczyków na flankach, którzy zatrzymali groźne natarcie weteranów hiszpańskich. Zwycięstwo pod Pichincha zapewniło niepodległość Ekwadoru.
Ochotnicy Brytyjscy uczestniczyli w ostatniej kampanii wojny o niepodległość w 1824 roku. Ochotnicy Brytyjscy, w tym I Brygada Strzelców pod dowództwem Sandesa, byli obecni podczas bitwy w dolinie Junin oraz bitwy pod Ayacuhco w grudniu 1824, które zaznaczają koniec walk o niepodległość kolonii hiszpańskich.

## Po wojnie
Legiony Brytyjskie walczyły do końca wojen, ich liczebność jednak poważnie ucierpiała. Wielu ocalałych osiedliło się w nowo powstałych państwach, które pomagali wyzwalać.
W ogólnej strategii presja brytyjska za pomocą marynarki wojennej i dyplomacji była wystarczająca, aby powstrzymać Hiszpanię przed podjęciem, jakichkolwiek działań, aby odzyskać kontrolę nad utraconymi koloniami. Jednocześnie interwencja brytyjska w latach 1815–1819, była jednym z kluczowych czynników niepodległości państw południowoamerykańskich, w szczególności rola Legionów Brytyjskich w kampaniach Bolivara.